# The Day the Clown Cried
The Day the Clown Cried é um filme de 1972 que não foi completado e nem lançado, dirigido e protagonizado por Jerry Lewis. É baseado em um enredo de mesmo nome feito por Joan O'Brien, que tinha escrito o roteiro original com Charles Benton dez anos antes.
Este filme teve várias controvérsias, e se tratava de um palhaço que alegrava o acampamento militar nazista.
The Day the Clown Cried veio a se tornar de algum modo motivo de piadas entre outros filmes, sendo que ele nunca chegou a ser lançado.

## Sinopse
Lewis interpreta um palhaço de um circo Alemão chamado Helmut Dorque, durante a Segunda Guerra Mundial e o Holocausto. Mesmo ele tendo sido famoso durante algum tempo com o grupo Ringling Brothers, Dorque agora está desempregado e não consegue arrumar um trabalho. Depois de ter sido rebaixado por ter causado um incidente durante sua apresentação, ele compartilha os seus problemas com sua esposa, quem o ajuda a seguir em frente. Antes de ele encontrar coragem para se defender, ele acaba ouvindo por acaso o palhaço que comanda o grupo chamado Gustav pedindo para que demitam Helmut, ou qualquer outro que ele resignar.  Desesperado, Helmut é expulso de um bar e preso pelo Gestapo por ter feito um discurso sobre a Alemanha e chegado a imitar embriagado, Adolf Hitler.
Após ter sido interrogado pelos membros do Gestapo, é preso em um campo nazista. Nos próximos três a quatro anos, ele permanece lá enquanto espera ser julgado e a defesa de seu caso.
Ele tenta manter a sua bravata entre os outros permanentes por se gabar de tão quanto famoso ele já foi. Seu único amigo na prisão é uma pessoa de bem chamada Johaan Keltner. Ele foi preso por expressar a sua enorme oposição em relação aos Nazistas. Os outros pedem a Dorque que se apresente para eles, mas ele se recusa a fazê-lo, pois para ele, ele não é tão bom quanto pensam. Frustrados, os outros o espancam e o deixam largado no pátio para que ele pense e reconsidere. De repente, ele encontra um grupo de crianças Judias rindo dele no outro lado do campo, que é aonde os prisioneiros Judeus são afastados de qualquer outro. Se sentindo bem por ser apreciado novamente, Helmut se apresenta para eles e ganha um pequeno público por um certo momento, até o novo comandante mandar ele parar com aquilo.
Após os guardas do SS interromperem a sua apresentação, Helmut é trancado em uma região fria e as crianças são afastadas da cerca onde dividia o campo. Pasmado com a cena, Keltner luta contra os guardas, mas ele é espancado até morrer. Dorque, então, é levado a uma região completamente afastada. Vendo uma certa vantagem e necessidade, o comandante dá permissão a Dorque para que ele anime e prepare as crianças Judias antes de elas irem à câmara de gás.
Oferecendo a ele a liberdade, se ele cumprir com a missão, Helmut aceita a fazê-lo. Conduzindo ao "chuveiro", ele se vê dependente de um milagre, mesmo sabendo que não há nenhum. Ao vê-las indo a câmara, ele se enche de tanto remorso, que ele mesmo vai alegrá-las. Todas essas crianças que riem de suas apresentações, morrem silenciosamente sob efeitos do Zyklon B.

## Doação a Biblioteca do Congresso
Em 5 de agosto de 2015, o Los Angeles Times informou que Lewis havia doado uma cópia do filme para a Biblioteca do Congresso, sob a condição de que não fosse exibido antes de junho de 2024. A Biblioteca do Congresso pretende exibi-lo em seu campus Audio Visual Conservation em Culpeper, Virgínia. Rob Stone, curador da Biblioteca do Congresso, afirmou que não poderão exibir o filme em cinemas ou em museus sem permissão dos herdeiros de Lewis. Stone também afirmou que eles não têm a intenção de lançar o filme em qualquer forma de mídia doméstica.

## Elenco
- Jerry Lewis - Helmut Dorque
- Harriet Andersson - Ada Dorque
- Anton Diffring - Captão Curt Runkel
- Ulf Palme - Johann Keltner
- Pierre Étaix - Gustav, o Grande
- Tomas Bolme - Adolf
- Jonas Bergstrom - Franz
- Bo Brudin - Ludwig
- Lars Amble - Guarda do campo de concentração